# Halina Mortimer-Szymczak
Halina Barbara Mortimer-Szymczak (ur. 4 września 1926 w Katowicach, zm. 19 czerwca 2020) – polska ekonomistka, dr hab., profesor zwyczajny Instytutu Gospodarki Przestrzennej Wydziału Ekonomicznego i Socjologicznego Uniwersytetu Łódzkiego i Szkoły Wyższej im. Pawła Włodkowica w Płocku.

## Życiorys
W 1950 ukończyła studia prawnicze na Uniwersytecie Jagiellońskim. Obroniła pracę doktorską, następnie uzyskała stopień doktora habilitowanego. W 1971 nadano jej tytuł profesora w zakresie nauk ekonomicznych. Była zatrudniona na stanowisku profesora zwyczajnego w Szkole Wyższej im. Pawła Włodkowica w Płocku, w Instytucie Gospodarki Przestrzennej na Wydziale Ekonomicznym i Socjologicznym Uniwersytetu Łódzkiego, była członkiem Komitetu Nauk o Pracy i Polityce Społecznej Polskiej Akademii Nauk.
Zmarła 19 czerwca 2020.

## Odznaczenia i wyróżnienia
- 1969: Zasłużony Nauczyciel PRL[1]
- 1969: Krzyż Kawalerski Orderu Odrodzenia Polski[1]
- 1973: Odznaka Honorowa Miasta Łodzi[1]
- 1973, 1983, 1996: Nagroda Ministra MNiSW (I i II°)[1]
- 1981, 1984: Medale UŁ w Służbie Społeczeństwu i Nauce[1]
- 1985: Medal Komisji Edukacji Narodowej[1]
- 1995: Medal 50-lecia[1]
- 1995: Medal UŁ[1]
- 1996: Krzyż Oficerski Orderu Odrodzenia Polski[1]
- 1996: Złoty Krzyż Zasługi[1]
- Nagroda Rektora UŁ (kilkakrotnie)[1]